# Giochi paralimpici
I Giochi paralimpici sono l'equivalente dei Giochi olimpici per chi ha disabilità fisiche. Pensati come Giochi olimpici paralleli, prendono il nome proprio dalla fusione del prefisso para con la parola Olimpiade e i suoi derivati. I primi giochi paralimpici riconosciuti come tali si disputarono nel 1960 a Roma.
In Italia sono tuttora chiamati anche Paralimpiadi, che fu il termine usato ufficialmente fino al 2004. "Norme per la promozione della pratica dello sport da parte delle persone disabili" designa la Federazione Italiana Sport Disabili come Comitato italiano paralimpico (CIP) e usa termini quali attività paralimpica e Paralimpiadi. Anche il successivo decreto di attuazione, pubblicato il 5 maggio 2004 sulla Gazzetta Ufficiale, mantiene la stessa terminologia. Con il decreto di approvazione dello statuto del CIP del 17 dicembre del 2004 anche la normativa italiana recepisce la denominazione Comitato Italiano Paralimpico.

## Storia

Primo logo paralimpico, usato dal 1988 al 1994

Il neurochirurgo ebreo di origine tedesca naturalizzato inglese Ludwig Guttmann organizzò una competizione sportiva nel 1948 per veterani della seconda guerra mondiale, con danni alla colonna vertebrale o varie menomazioni; e nel 1952 anche atleti olandesi parteciparono ai giochi, dandogli un carattere internazionale. La competizione prendeva il nome da Stoke Mandeville, la cittadina del Buckinghamshire che ospitava annualmente tali gare.
Nel 1958 il medico italiano Antonio Maglio, direttore del centro paraplegici dell'Istituto nazionale per l'assicurazione contro gli infortuni sul lavoro, propose di disputare l'edizione del 1960 a Roma, che nello stesso anno avrebbe ospitato la XVII Olimpiade. I Giochi si disputarono dal 18 al 25 settembre, con la presenza di 400 atleti in rappresentanza di 23 Paesi. L'edizione di Roma segnò l'avvio del percorso che avrebbe condotto alla nascita delle Paralimpiadi nella forma attuale. Infatti, I "IX Giochi internazionali per paraplegici" furono posteriormente riconosciuti come I Giochi paralimpici estivi nel 1984, quando il Comitato Olimpico Internazionale approvò la denominazione "Giochi paralimpici".
I contatti tra Guttmann e la delegazione giapponese presente a Roma in rappresentanza del Comitato Organizzatore della XVIII Olimpiade di Tokyo 1964 fecero sì che Tokyo ospitasse i Giochi internazionali di Stoke Mandeville del 1964, successivamente riconosciuti come II Giochi paralimpici estivi. Idealmente l'abbinamento avrebbe dovuto proseguire nel 1968 a Città del Messico, ma nel 1966 il progetto naufragò a causa del mancato sostegno del governo messicano. Fu allora Israele ad offrirsi di ospitare l'edizione del 1968, come parte delle celebrazioni per il ventesimo anniversario della nascita dello stato. I Giochi di Stoke Mandeville furono di nuovo ospitati nello stesso paese dei Giochi olimpici nel 1972 in Germania e nel 1976 in Canada, ma in sedi diverse da quelle olimpiche. Nel 1976, però, parteciparono per la prima volta atleti con disabilità diverse dalla paraplegia.
Le prime Paralimpiadi invernali si tennero in Svezia dal 21 al 28 febbraio 1976. Nel 1988, con le Olimpiadi di Seul, si affermò finalmente il principio di far disputare le Paralimpiadi nella medesima città delle Olimpiadi.
I giochi paralimpici sono ormai abbinati sistematicamente ai Giochi olimpici dal 19 giugno 2001 quando fu siglato un accordo tra il Comitato Olimpico Internazionale (CIO) e il Comitato Paralimpico Internazionale (IPC), il quale garantisce che la città candidata ad ospitare le Olimpiadi debba organizzare anche i Giochi paralimpici.
Dall'anno 1992 al 2004 il logo dell'IPC era costituito da tre taegeuk con i tre colori più utilizzati nelle bandiere dei Paesi del mondo, ovvero rosso, blu e verde, e simboleggiavano i tre aspetti più significativi dell'essere umano: mente, corpo e spirito. Durante il meeting del Comitato Esecutivo tenutosi ad Atene nell'aprile 2003, è stato scelto un nuovo logo per il comitato paralimpico, ossia tre agitos (dal latino agito, ovvero io mi muovo) rispettivamente in rosso, blu e verde, i medesimi colori del precedente. È un simbolo in movimento attorno a un punto centrale, il che enfatizza il ruolo dell'IPC come raggruppatore degli atleti da ogni parte del mondo.
L'ultima edizione estiva dei Giochi paralimpici si è tenuta a Parigi nel 2024 mentre l'ultima dei Giochi invernali si è tenuta a Pechino in Cina nel 2022.
I prossimi Giochi paralimpici invernali si svolgeranno a Milano e Cortina d'Ampezzo, dal 6 al 15 marzo 2026, mentre quelli estivi a Los Angeles nel 2028

## Edizioni e sedi dei Giochi paralimpici
La tabella seguente riporta tutte le edizioni dei Giochi paralimpici estivi e invernali fino al 2032.
| Giochi paralimpici | Giochi paralimpici              | Giochi paralimpici                                    | Giochi paralimpici | Giochi paralimpici                | Giochi paralimpici                 | Giochi paralimpici           |
| Giochi paralimpici estivi | Giochi paralimpici estivi       | Giochi paralimpici estivi                             |                    | Giochi paralimpici invernali      | Giochi paralimpici invernali       | Giochi paralimpici invernali |
| Anno | Edizione                        | Sede                                                  | Anno               | Edizione                          | Sede                               |                              |
| --- | ------------------------------- | ----------------------------------------------------- | ------------------ | --------------------------------- | ---------------------------------- | ---------------------------- |
| 1960 | I Giochi paralimpici estivi     | Roma, Italia                                          |                    |                                   |                                    |                              |
| 1964 | II Giochi paralimpici estivi    | Tokyo, Giappone                                       |                    |                                   |                                    |                              |
| 1968 | III Giochi paralimpici estivi   | Tel Aviv, Israele                                     |                    |                                   |                                    |                              |
| 1972 | IV Giochi paralimpici estivi    | Heidelberg, Germania Ovest                            |                    |                                   |                                    |                              |
| 1976 | V Giochi paralimpici estivi     | Toronto, Canada                                       | 1976               | I Giochi paralimpici invernali    | Örnsköldsvik, Svezia               |                              |
| 1980 | VI Giochi paralimpici estivi    | Arnhem, Paesi Bassi                                   | 1980               | II Giochi paralimpici invernali   | Geilo, Norvegia                    |                              |
| 1984 | VII Giochi paralimpici estivi   | New York, Stati Uniti / Stoke Mandeville, Regno Unito | 1984               | III Giochi paralimpici invernali  | Innsbruck, Austria                 |                              |
| 1988 | VIII Giochi paralimpici estivi  | Seul, Corea del Sud                                   | 1988               | IV Giochi paralimpici invernali   | Innsbruck, Austria                 |                              |
| 1992 | IX Giochi paralimpici estivi    | Barcellona e Madrid, Spagna                           | 1992               | V Giochi paralimpici invernali    | Tignes e Albertville, Francia      |                              |
| A partire dalla VI edizione, i Giochi paralimpici invernali sono sfalsati di due anni rispetto ai Giochi paralimpici estivi. |                                 |                                                       |                    |                                   |                                    |                              |
| 1996 | X Giochi paralimpici estivi     | Atlanta, Stati Uniti                                  |                    | 1994                              | VI Giochi paralimpici invernali    | Lillehammer, Norvegia        |
| 2000 | XI Giochi paralimpici estivi    | Sydney, Australia                                     | 1998               | VII Giochi paralimpici invernali  | Nagano, Giappone                   |                              |
| 2004 | XII Giochi paralimpici estivi   | Atene, Grecia                                         | 2002               | VIII Giochi paralimpici invernali | Salt Lake City, Stati Uniti        |                              |
| 2008 | XIII Giochi paralimpici estivi  | Pechino, Cina                                         | 2006               | IX Giochi paralimpici invernali   | Torino, Italia                     |                              |
| 2012 | XIV Giochi paralimpici estivi   | Londra, Regno Unito                                   | 2010               | X Giochi paralimpici invernali    | Vancouver, Canada                  |                              |
| 2016 | XV Giochi paralimpici estivi    | Rio de Janeiro, Brasile                               | 2014               | XI Giochi paralimpici invernali   | Soči, Russia                       |                              |
| 2021 | XVI Giochi paralimpici estivi   | Tokyo, Giappone                                       | 2018               | XII Giochi paralimpici invernali  | Pyeongchang, Corea del Sud         |                              |
| 2024 | XVII Giochi paralimpici estivi  | Parigi, Francia                                       | 2022               | XIII Giochi paralimpici invernali | Pechino, Cina                      |                              |
| 2028 | XVIII Giochi paralimpici estivi | Los Angeles, Stati Uniti                              | 2026               | XIV Giochi paralimpici invernali  | Milano e Cortina d'Ampezzo, Italia |                              |
| 2032 | XIX Giochi paralimpici estivi   | Brisbane, Australia                                   | 2030               | XV Giochi paralimpici invernali   | Alpi francesi, Francia             |                              |
| 2036 | XX Giochi paralimpici estivi    | TBA                                                   | 2034               | XVI Giochi paralimpici invernali  | Salt Lake City, Stati Uniti        |                              |